# Dia da Catalunha 2015
A Diada de Cataluña de 2015, esteve marcada pela celebração da Via Livre à República Catalã, esta foi uma concentração multitudinária que encheu um trecho de 5,2 quilómetros da Avenida Meridiana de Barcelona o onze de setembro de 2015 com o objectivo de reivindicar a independência da Catalunha. Foi organizada pela plataforma Agora é a hora.
A concentração também serviu para reivindicar os dez eixos básicos para uma futura República Catalã: a justiça social e o bem-estar social, a democracia, a diversidade, a solidariedade, o equilíbrio territorial, a sustentabilidade, a inovação, a cultura e a educação e a abertura no mundo.
A organização convidou uma trintena de personalidades internacionais, entre as quais Susan George, Kai-Olaf Lang, Irvine Welsh, Michael Keating, Michel Seymour, Bardo Fassbender, David Farell, Rogers Brubaker, Sebastian Balfour e Bem Page.
A Via Livre teve várias réplicas realizadas pela diáspora catalã durante os dias prévios em várias cidades de todo mundo: Amesterdão, Banguecoque, Berlim, Berna, Bruxelas, Buenos Aires, Canberra, Dubai, Londres, Cidade do México, Montreal, Nova Iorque, Paris, Santiago de Chile, entre outros.

## História

### Anos anteriores
Historicamente a Festa Nacional da Catalunha tem servido ao colectivo independentista para reclamar a liberdade do território catalão. O 2012, com a Manifestação «Cataluña, novo estado de Europa», se massificou o ato pela primeira vez, com a participação a mais de um milhão de pessoas reclamante a independência. No ano seguinte organizou-se a Via Catalana, emulando a Via Báltica realizada o 1989 para pedir a independência dos Países Bálticos. Um ano depois, o 2014 organizou-se uma grande manifestação em Barcelona, conhecida com o nome de Via Catalã 2014, onde mais de um milhão e médio de pessoas se congregaram na Avenida Diagonal e à Grande Via das Cortes Catalãs formando um V para pedir a independência da Catalunha.

### Apresentação da proposta do 2015
Durante a primavera do 2015 apresentou-se a proposta de concentração do 2015: encher a Avenida Meridiana de Barcelona com o máximo número de pessoas possíveis, que trarão um ponteiro assinalando para o Parlamento da Catalunha para reclamar a independência do país.

### Coincidência com o início de Campanha eleitoral
O Presidente da Generalidade da Catalunha, Artur Mas, tem convocado eleições no Parlamento pelo 27 de setembro de 2015, facto que comporta que esta manifestação se realize no primeiro dia da campanha eleitoral correspondente. Isto tem levado a agentes contrários ao processo independentista catalão a se questionar a legalidade de fazer um acto destas características no meio de um período eleitoral.
Em 30 de agosto a campanha passou a barreira das 250.000 inscrições, com mais de 1.200 autocarros alugados para transportar cidadãos de todo Cataluña em Barcelona. Dias dantes foi convocada uma greve de Renfe anunciada pelo mesmo dia, que finalmente foi desconvocada a última hora do 10 de setembro de 2015, a raiz de um acordo entre os sindicatos e a empresa.

## Desenvolvimento do acto
O acontecimento teve lugar sem incidências. As instituições públicas estimaram o número de assistentes entre 550.000 (delegação do governo na Catalunha) e 1.400.000 (Guarda Urbana de Barcelona), enquanto as associações da sociedade civil estimaram os assistentes entre 630.000 (Sociedade Civil Catalã) e os 2.000.000 (organizadores (Assembleia Nacional Catalã e Òmnium Cultural).

### As cifras
|                       | Cifra               | Referências  |
| --------------------- | ------------------- | ------------ |
| Inscritos             | mais de 500.000     | [ 8 ]        |
| Voluntários           | mais de 2.000       | [ 9 ]        |
| Assistentes           | 550.000 - 2.000.000 | [ 10 ] [ 7 ] |
| Autocarros            | 2.500               |              |
| Trechos               | 135                 | [ 11 ]       |
| Eixos                 | 10                  | [ 11 ]       |
| T-shirts vendidas     | mais de 220.000     | [ 9 ]        |
| Longitude do percurso | 5,2 km              | [ 12 ]       |
| Área do percurso      | 344.000 m2          | [ 7 ]        |

### Mobilidade, acessos e transporte

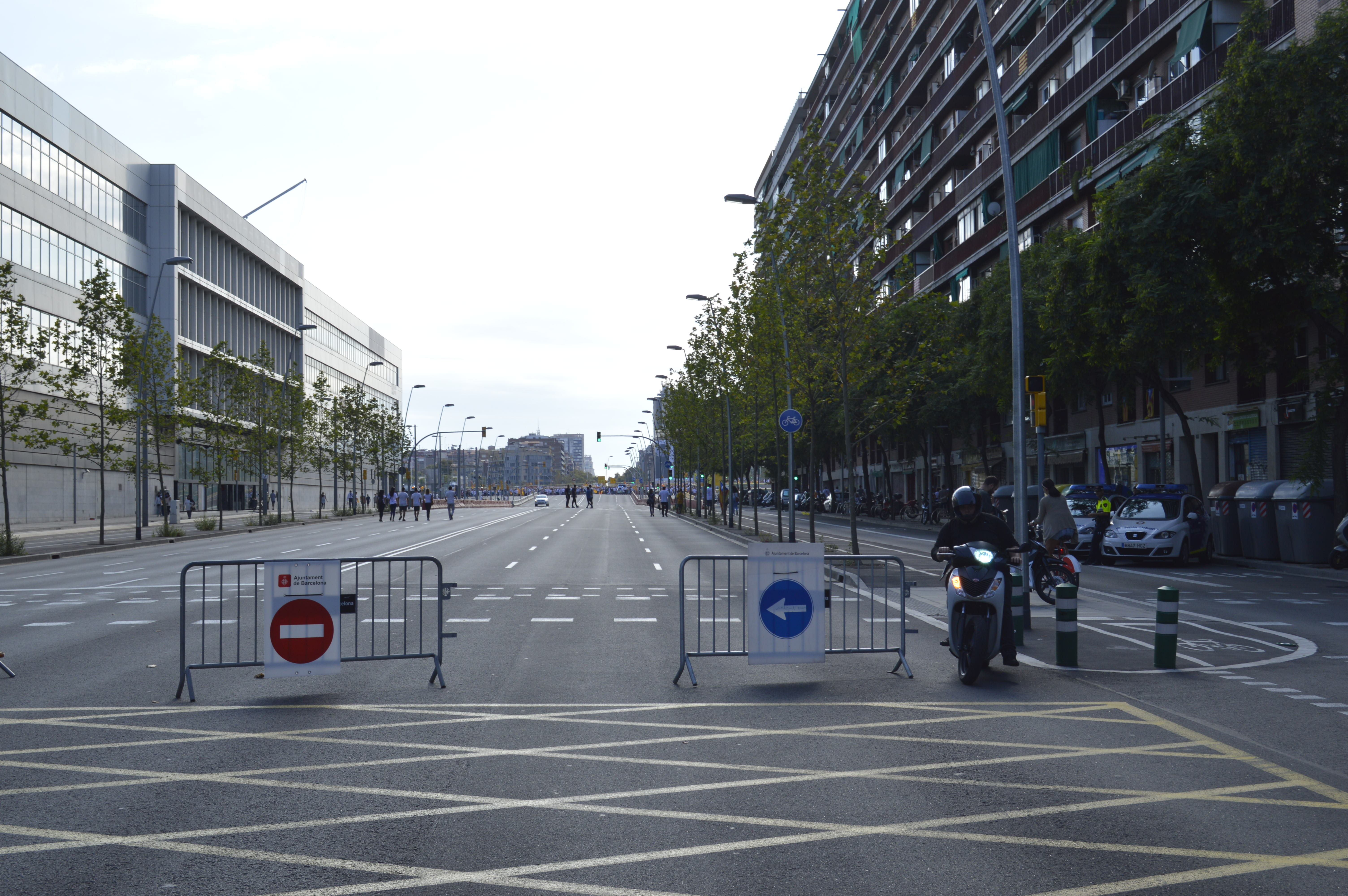
Cortes de trânsito na Grande Via de corte-las Catalãs, uma das zonas afectadas pela manifestação

Devido à em massa afluencia prevista, promoveu-se o uso do transporte público ou em grupo para atender o acto. Na cidade chegaram 2.000 autocarros privados. Renfe tinha convocado uma greve pelo mesmo dia, garantindo um 33% do serviço de um dia feriado e serviço regular de feriado entre as 14 e as 21. A última hora, mas, a greve foi desconvocada, apesar de que alguns comboios, como a em media distância, se viram afectados igualmente, devido à incapacidade de reacção. Quanto ao metro de Barcelona, a afluencia em massa provocou pequenos cortes em algumas linhas, facto que comportou que se fechassem temporariamente ou se regulassem os acessos a algumas das estações da Linha 1, 2, 3 e 5 do metro de Barcelona.
Os Caminhos-de-ferro Catalães da Generalitat duplicaram sua capacidade habitual nas linhas Baix Llobregat- Anoia, e o Trambesòs ficou parcialmente fora de serviço entre as 15 e as 20h. Quanto ao transporte por estrada, as acessos na zona pela própria Avenida Meridiana e por outras vias principais cortaram-se parcialmente às 12h e totalmente entre as 15 e as 20. A Prefeitura habilitou estacionamentos em vias amplas como a Avenida Diagonal ou o Paralelo.

### Trechos
Para repartir a gente e poder gerir o acto, o percurso dividiu-se em 135 trechos, um pela cada cadeira do Parlamento de Cataluña. Esta foi sua distribuição:
| Cor            | Tema                   | Trechos | Territórios                                                                             | Imagem |
| -------------- | ---------------------- | ------- | --------------------------------------------------------------------------------------- | ------ |
| Amarelo        | Democracia             | 1-14    | Baixo Llobregat, Rosellón, Comunidade Valenciana e Ilhas Baleares                       |        |
| Moratón escuro | Equilíbrio territorial | 15-28   | Terras do Ebro, Vallés Oriental e Solsonés                                              |        |
| Vermelho       | Solidariedade          | 29-41   | Bages, Moyanés, Berguedá e Anoia                                                        |        |
| Moratón claro  | Mundo                  | 42-53   | Osona, Ripollés e O Maresme                                                             |        |
| Verde pistacho | Diversidade            | 54-63   | O Maresme e Poente                                                                      |        |
| Verd escuro    | Sustentabilidade       | 64-77   | Vallés Ocidental ou Pirineo                                                             |        |
| Lila           | Igualdade              | 78-92   | Baixo Penedés, Alto Penedés e Garraf                                                    |        |
| Marrón         | Justiça social         | 93-103  | Tarragonés, Priorato e o Alto Campo                                                     |        |
| Morado         | Inovação               | 104-120 | Bacia de Barberá, Baixo Campo, Pla de l'Estany, Gironés, Baixo Ampurdán e Alto Ampurdán |        |
| Laranja        | cultura e educação     | 121-135 | Alto Ampurdán, A Garrocha e Selva                                                       |        |

### Ponteiro
Todo mundo estava convocado a ser a seu trecho alocado às 16 horas. Às 17:14 um ponteiro movido por vários voluntários, começou a percorrer a Via Livre em direcção ao Parlamento de Cataluña. Começou ao canto com a rua Rosselló Pòrcel e chegou ao Parque da Ciutadella. A seu passo, os voluntários e assistentes ao acto foram levantando uns ponteiros de cores que representavam os diversos segmentos de assistentes (inovação, cultura, diversidade...), a cada qual com uma cor alocada. O ponteiro avançou a uma velocidade aproximada de 10/15 km por hora. Ao longo do percurso mais de 60 ligas castelleres foram levantando vários pilares. Todo o percurso foi retransmitido ao vivo por Youtube.

### Parlamentos e actuações

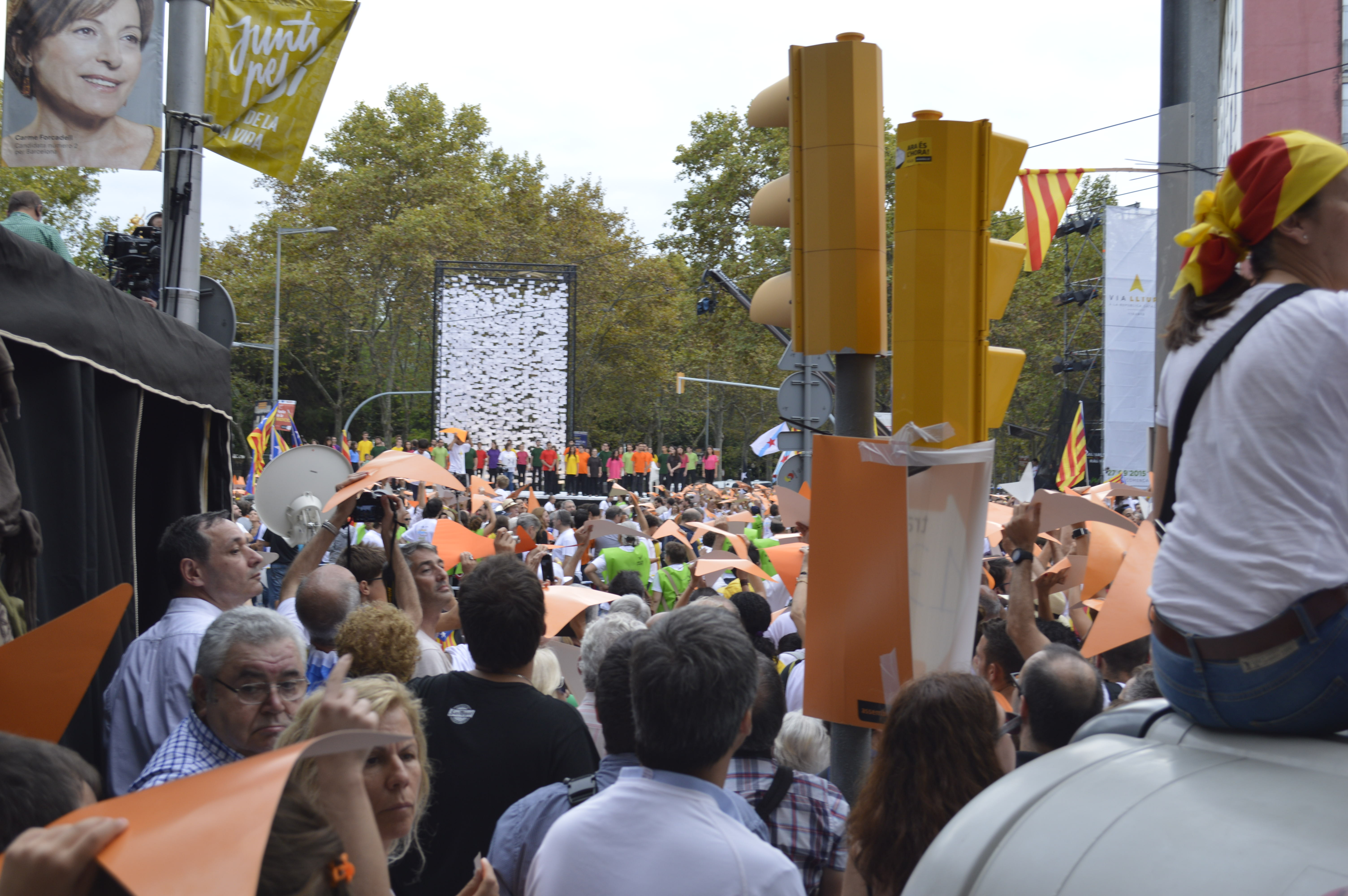
Palco (de fundo) onde tiveram lugar os parlamentos

Aproximadamente às 18 horas o ponteiro chegou ao palco principal onde tiveram lugar vários parlamentos entre os que destacaram os de Jordi Sánchez, Quim Tuesta, Gabriel Rufián e Liz Castro. Quanto às actuações musicais, o Coração Jovem do Orfeón Catalão interpretou Vimos norteño, vimos do sul de Lluís Llach, com a Orquestra Terrasa 48, piano de Albert Guinovart e vozes de yema Humet e Mercè Martínez. O acto foi apresentado por Montse Lluçà e acabou com a rumba Cataluña tem muito poder, de Peret.

## Cobertura mediática

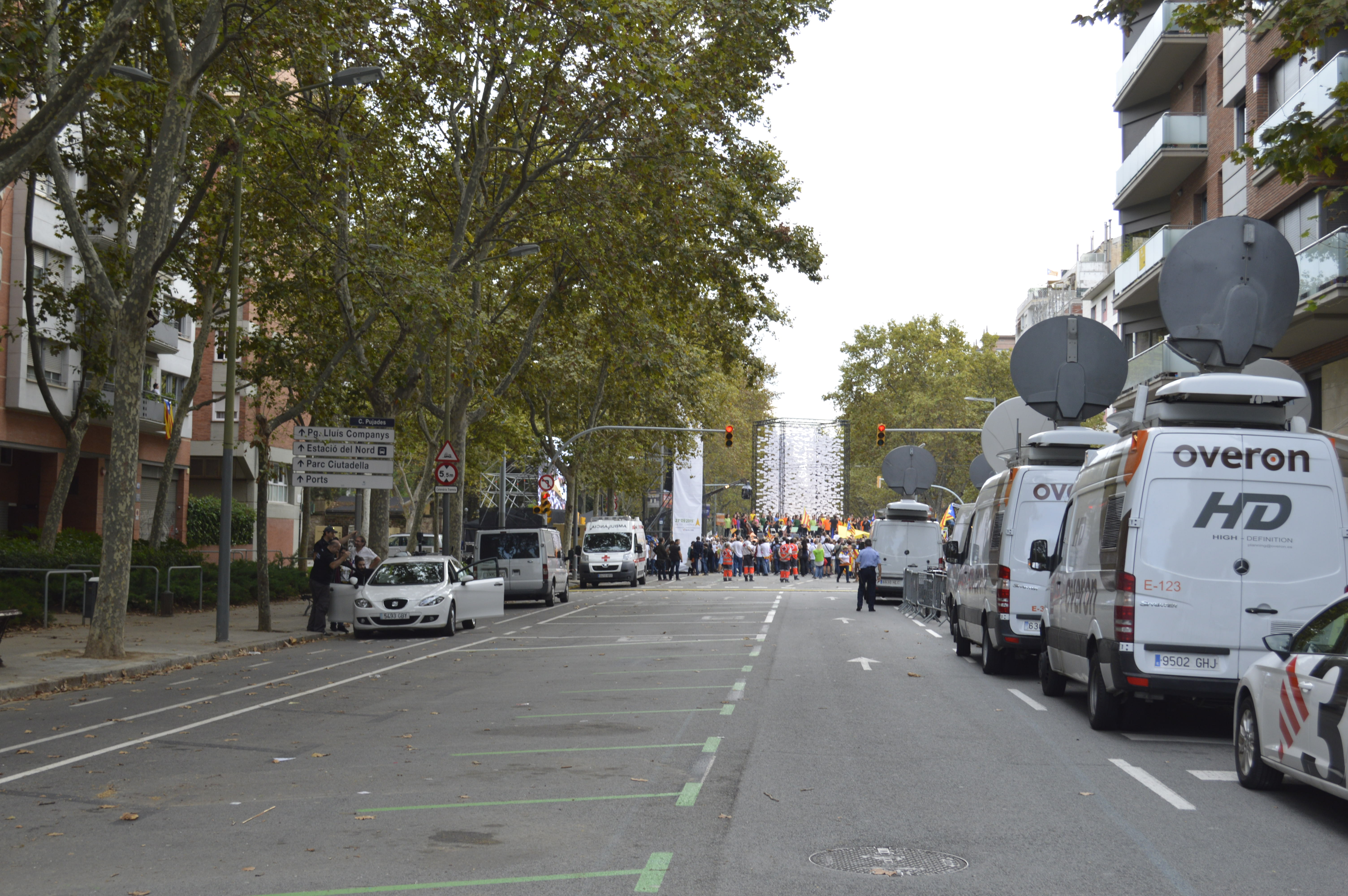
Médios de comunicação equipados para emitir ao vivo

As correntes públicas de televisão (Tv3 e o canal 3/24) ofereceram vários programas especiais in situ, apresentados por Ramon Pellicer, Ariadna Oltra. 8tv, a sua vez, ofereceu programação especial desde o estudo, com conexões ao vivo e imagens aéreas do percurso. Quanto à rádio, as duas correntes maioritárias (Cataluña Ràdio e RAC1) ofereceram programação especial, apresentada por Mònica Terribas, Jordi Bastei e Toni Clapés, respectivamente.
A nível internacional, o acto acordou a atenção de mediados de comunicação de todo mundo. Várias correntes de 24 horas emitiram ao vivo as primeiras vistas aéreas disponíveis da manifestação. Outros meios generalistas como a corrente pública francesa ou a britânica BBC enviaram um corresponsal e foram ligando ao longo de toda a tarde. A agência Euronews contextualizó o acto em relação às Eleições do 27S, comentando também as últimas encuestas publicadas dias dantes pelo Centro de Investigações Sociológicas. Diários de todo Europa se fizeram eco em suas versões digitais já a mesma tarde do 11 de setembro, entre os que se encontraram The Guardian, Lhe Monde, Lhe<meta /> Figaro  ou o Wall Street Journal. Outros meios tomaram posicionamentos mais detalhados, como o The Telegraph, que argumentou que Cataluña era o último nova dor de cabeça para a União Europeia. Outros o compararam com o referendo escocês do 2014.

## Repercussões políticas
O presidente da Generalidade, Artur Mas, compareceu ante os meios no mesmo dia às 20 h. Acabava de receber os organizadores da Via Livre, os presidentes do Òmnium e do ANC, no Palácio da Generalidade. Argumentou não ter ido à manifestação para poder preservar seu papel institucional como presidente de todos os catalães. Em sua declaração, Mas falou de três conceitos: orgulho, confiança e ilusão, felicitando os catalães «pela capacidade de mobilização, pela demonstração de um povo em marcha, de um país que se move, onde muita gente tem a ilusão de construir uma coisa nova» disse, agradecendo o bom clima do ato e recordando a importância das próximas eleições e pedindo no governo espanhol que «deixe esta miopia, deixe este orgulho imperial, deixe de ameaçar com as leis como se fôssemos quase delinquentes». A seguir concluiu dizendo «ponham as leis ao serviço do diálogo, ponham as leis ao serviço da democracia».